# Xiphophorus gordoni
Xiphophorus gordoni är en fiskart som beskrevs av Miller och Minckley, 1963. Xiphophorus gordoni ingår i släktet Xiphophorus och familjen Poeciliidae. IUCN kategoriserar arten globalt som starkt hotad. Inga underarter finns listade i Catalogue of Life.